# 竹之下裕之
竹之下 裕之（たけのした ひろゆき、1979年 - ）、株式会社TS工建・株式会社ティスメ・メディアメイド株式会社（トライトグループ）創業者、現在は株式会社TSACE代表取締役社長。

## 来歴
高校卒業後は大手建設会社に就職し、4年間現場監督業務に従事する。22歳で大手人材サービス会社に転職し、3年半勤務。2004年に25歳で建設業界に特化した現場監督の人材派遣会社TS工建を設立する。看護師向け人材紹介の医療WORKERを立ち上げ、その後は様々な業界に特化した人材派遣紹介を立ち上げた。設立から15年で売上280億円、従業員数1217名の規模まで成長させた。2019年経営の最前線から退き、2022年株式会社TSACEを設立。

## 人物
1979年大阪府生まれ。学生時代は本人曰く「可もなく不可もない少年」だった。決して目立つタイプでもなければ、クラスを率いるようなタイプでもなかった。
中学校からラグビーにのめり込むが、厚い選手層の中で高校では三軍となり、それが現実と悟った。この経験が「人生で最も大きな挫折だった」と後に語っている。

## 著書
- 「折れない就活」2020年4月　リスナーズ出版

## 出演
abema.tvにゲストとして出演　https://web.archive.org/web/20230625010854/https://abema.tv/video/episode/89-66_s99_p4871
就活サバイバルネオに審査員として出演　https://www.shukatsusurvivalneo.com/
FM大阪851にゲスト出演　「WELFARE group presents それU.K.!! ミライbridge」
令和の虎「人財版TigerFunding」社長側として出演　https://www.youtube.com/watch?v=0fNyi9Byo9M
ハリウッドザコシショウ×納言がMCのお笑いバラエティ番組『Powered by TV ～元気ジャパン～』に出演
https://powered-by-tv.com/2023/12/22/taishi15_2/